# Abeona Mons
L'Abeona Mons è una struttura geologica della superficie di Venere.